# Gare de Pressins
La gare de Pressins est une gare ferroviaire française fermée de la ligne de Saint-André-le-Gaz à Chambéry, située sur le territoire de la commune de Pressins dans le département de l'Isère en région Rhône-Alpes.
C'est une ancienne halte fermée au service commercial, seule la voie d'évitement est utilisée.

## Situation ferroviaire
Établie à 317 mètres d'altitude, la gare fermée de Pressins est située au point kilométrique PK 72,930 de la ligne de Saint-André-le-Gaz à Chambéry, entre les gares des Abrets - Fitilieu et du Pont-de-Beauvoisin. Ancienne gare de bifurcation, elle est l'origine de la ligne de Pressins à Virieu-le-Grand
Elle dispose d'un local technique avec les commandes de l'aiguille permettant d'utiliser la voie d'évitement.

## Histoire
Le 10 septembre 1884, la Compagnie des chemins de fer de Paris à Lyon et à la Méditerranée met en service la section de Saint-André-le-Gaz à Belley de l'actuelle ligne de Pressins à Virieu-le-Grand. 14 jours plus tard, la ligne de Saint-André-le-Gaz à Chambéry est à son tour mise en service.
Le service des voyageurs sur la ligne vers Belley est supprimé par la SNCF le 15 mai 1939. La SNCF a également supprimé[Quand ?] l'arrêt à Pressins sur la ligne de Saint-André-le-Gaz à Chambéry.

## Service des voyageurs
Gare fermée au service commercial.